# Лёгкая атлетика на летних Олимпийских играх 1980
Соревнования по лёгкой атлетике на летних Олимпийских играх 1980 года прошли на Большой спортивной арене Центрального стадиона имени В. И. Ленина, а также на улицах Москвы с 24 июля по 1 августа 1980 года.
960 спортсменов (694 мужчины и 266 женщин) из 70 стран разыграли 38 комплектов наград (24 — мужчины и 14 — женщины).
Успешнее всего выступили хозяева соревнований: советские легкоатлеты завоевали 41 медаль (15 золотых, 14 серебряных и 12 бронзовых). Спортсмены СССР остались без наград лишь в 9 видах программы из 38, а в 3 дисциплинах сумели занять весь пьедестал почёта: метание молота среди мужчин, женский бег на 800 метров и женское пятиборье. 4 годами ранее на Играх в Монреале советские легкоатлеты сумели выиграть лишь 4 золота в 37 видах программы.
Также очень успешно в Москве выступили легкоатлеты ГДР, завоевавшие 29 наград, из которых 11 — золотых (столько же золотых легкоатлеты ГДР выиграли и 4 годами ранее в Монреале). Всего же награды в лёгкой атлетике в Москве завоевали представители 17 стран, из которых 7 сумели выиграть хотя бы 1 золото.
Целый ряд сильных легкоатлетов был вынужден пропустить московскую Олимпиаду в связи с бойкотом США и их союзниками летних Игр 1980 года.
По сравнению с предыдущей летней Олимпиадой в Монреале в легкоатлетическую программу была добавлена 1 дисциплина — мужская спортивная ходьба на 50 км вернулась в олимпийскую программу.
В 38 видах программы было установлено 6 мировых рекордов — на 1 меньше, чем 4 года назад в Монреале. Два результата (Надежды Олизаренко в беге на 800 метров и Илоны Слупянек в толкании ядра) до сих пор являются олимпийскими рекордами.

## Медали

### Общий зачёт
(Жирным выделено самое большое количество медалей в своей категории; принимающая страна также выделена)
| Общее количество медалей |                |        |         |        |       |
| Место                    | Страна         | Золото | Серебро | Бронза | Всего |
| 1                        | СССР           | 15     | 14      | 12     | 41    |
| 2                        | ГДР            | 11     | 8       | 10     | 29    |
| 3                        | Великобритания | 4      | 2       | 4      | 10    |
| 4                        | Италия         | 3      | 0       | 1      | 4     |
| 5                        | Польша         | 2      | 4       | 1      | 7     |
| 6                        | Эфиопия        | 2      | 0       | 2      | 4     |
| 7                        | Куба           | 1      | 2       | 1      | 4     |
| 8                        | Танзания       | 0      | 2       | 0      | 2     |
| 8                        | Чехословакия   | 0      | 2       | 0      | 2     |
| 10                       | Болгария       | 0      | 1       | 1      | 2     |
| 10                       | Финляндия      | 0      | 1       | 1      | 2     |
| 12                       | Ямайка         | 0      | 0       | 2      | 2     |
| 13                       | Австралия      | 0      | 1       | 0      | 1     |
| 13                       | Испания        | 0      | 1       | 0      | 1     |
| 13                       | Нидерланды     | 0      | 1       | 0      | 1     |
| 16                       | Бразилия       | 0      | 0       | 1      | 1     |
| 16                       | Франция        | 0      | 0       | 1      | 1     |

### Медалисты
- OR — олимпийский рекорд

#### Мужчины

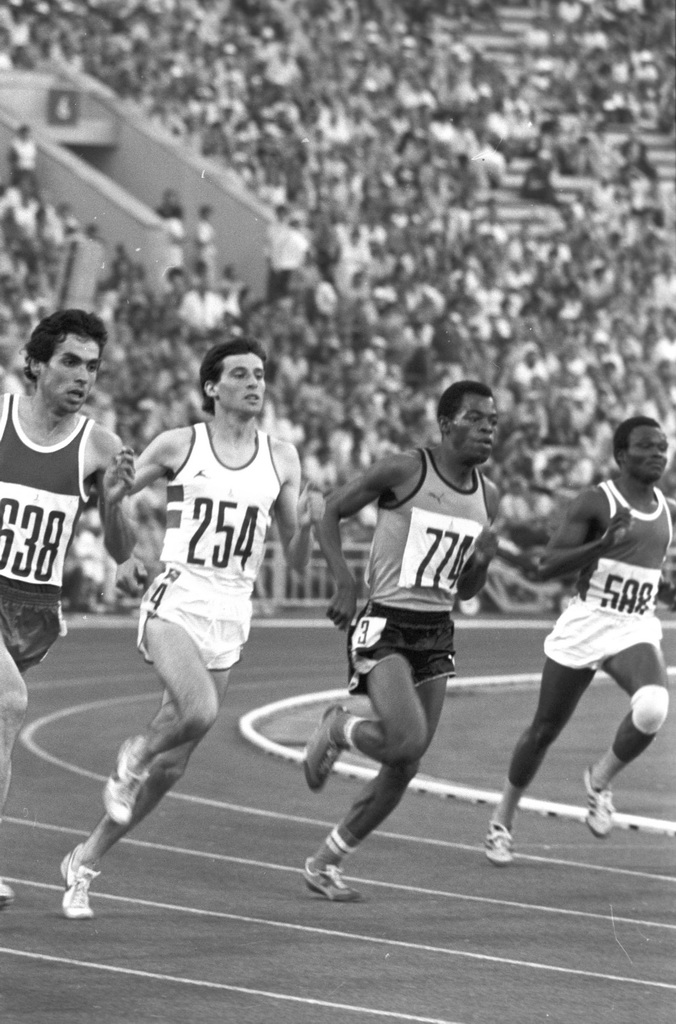
Забег на 800 м: серебряный призёр Себастьян Коу (№ 254)

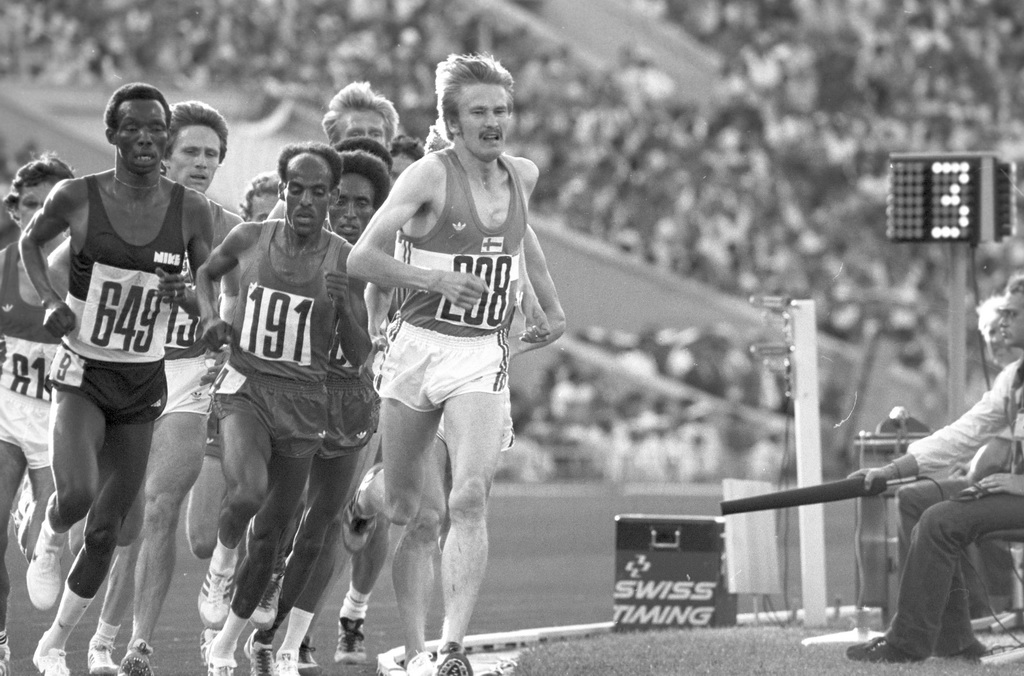
Забег на 5000 м: Мирутс Ифтер (№ 191), Сулейман Нямбуи (№ 649), Каарло Маанинка (№ 208)

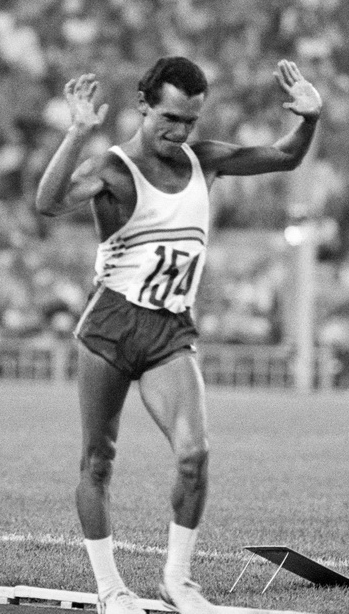
Серебряный призёр в ходьбе на 50 км испанец Хорхе Льопарт

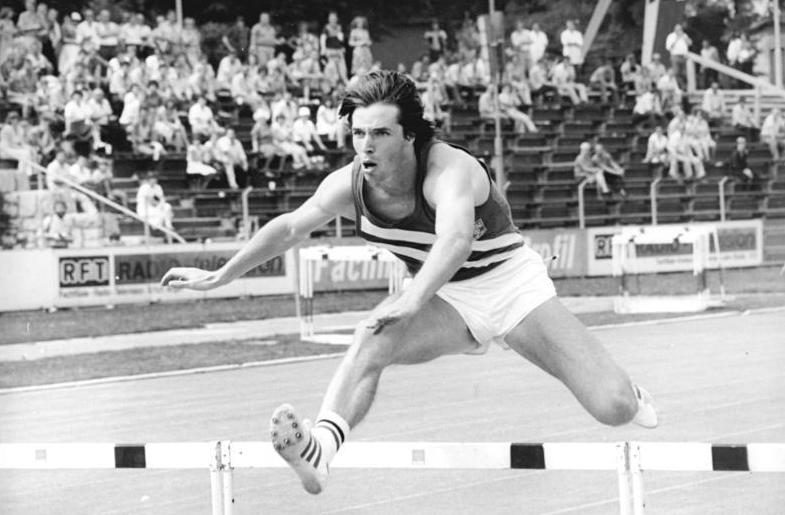
Фолькер Бек — золото на 400 м с/б и серебро в эстафете 4×400 м

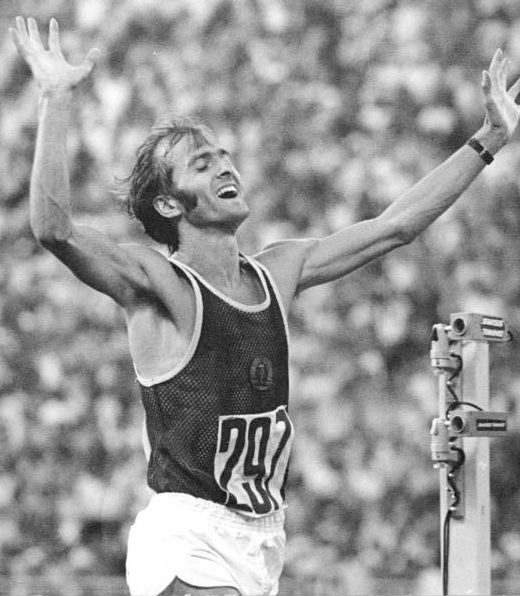
Вальдемар Церпински выиграл золото в марафоне на второй Олимпиаде подряд

| Дисциплина                     | Золото                                                                                                | Серебро                                                                                       | Бронза                                                                                 |
| 100 метров см. подробнее       | Аллан Уэллс — 10,25 сек Великобритания                                                                | Сильвио Леонард — 10,25 сек Куба                                                              | Пётр Петров — 10,42 сек Болгария                                                       |
| 200 метров см. подробнее       | Пьетро Меннеа — 20,19 сек Италия                                                                      | Аллан Уэллс — 20,21 сек Великобритания                                                        | Дон Куорри — 20,29 сек Ямайка                                                          |
| 400 метров см. подробнее       | Виктор Маркин — 44,60 сек СССР                                                                        | Рик Митчелл — 44,84 сек Австралия                                                             | Франк Шаффер — 44,87 сек ГДР                                                           |
| 800 метров см. подробнее       | Стив Оветт — 1.45,40 Великобритания                                                                   | Себастьян Коу — 1.45,85 Великобритания                                                        | Николай Киров — 1.45,94 СССР                                                           |
| 1500 метров см. подробнее      | Себастьян Коу — 3.38,40 Великобритания                                                                | Юрген Штрауб — 3.38,80 ГДР                                                                    | Стив Оветт — 3.38,99 Великобритания                                                    |
| 5000 метров см. подробнее      | Мирутс Ифтер — 13.20,91 Эфиопия                                                                       | Сулейман Нямбуи — 13.21,60 Танзания                                                           | Каарло Маанинка — 13.22,00 Финляндия                                                   |
| 10 000 метров см. подробнее    | Мирутс Ифтер — 27.42,69 Эфиопия                                                                       | Каарло Маанинка — 27.44,28 Финляндия                                                          | Мохамед Кедир — 27.44,64 Эфиопия                                                       |
| 110 метров с/б см. подробнее   | Томас Мункельт — 13,39 сек ГДР                                                                        | Алехандро Касаньяс — 13,40 сек Куба                                                           | Александр Пучков — 13,44 сек СССР                                                      |
| 400 метров с/б см. подробнее   | Фолькер Бек — 48,70 сек ГДР                                                                           | Василий Архипенко — 48,86 сек СССР                                                            | Гэри Оукс — 49,11 сек Великобритания                                                   |
| 3000 метров с/п см. подробнее  | Бронислав Малиновский — 8.09,70 Польша                                                                | Филберт Бэйи — 8.12,48 Танзания                                                               | Эшету Тура — 8.13,57 Эфиопия                                                           |
| Эстафета 4×100 м см. подробнее | СССР — 38,26 сек · Владимир Муравьёв · Николай Сидоров · Андрей Прокофьев · Александр Аксинин         | Польша — 38,33 сек · Зенон Личнерский · Лешек Дунецкий · Мариан Воронин · Кшиштоф Зволиньский | Франция — 38,53 сек · Патрик Барре · Паскаль Барре · Эрман Панзо · Антуан Ришар        |
| Эстафета 4×400 м см. подробнее | СССР — 3.01,08 · Ремигиюс Валюлис · Михаил Линге · Николай Чернецкий · Виктор Маркин · Виктор Бураков | ГДР — 3.01,26 · Клаус Тиле · Андреас Кнебель · Франк Шаффер · Фолькер Бек                     | Италия — 3.04,54 · Роберто Тоцци · Мауро Дзулиани · Стефано Малинверни · Пьетро Меннеа |
| Марафон см. подробнее          | Вальдемар Церпински — 2:11.03 ГДР                                                                     | Герард Нейбур — 2:11.20 Нидерланды                                                            | Сатымкул Джуманазаров — 2:11.35 СССР                                                   |
| Ходьба на 20 км                | Маурицио Дамилано — 1:23.35,5 Италия                                                                  | Пётр Поченчук — 1:25.45,4 СССР                                                                | Роланд Визер — 1:25.58,2 ГДР                                                           |
| Ходьба на 50 км                | Хартвиг Гаудер — 3:49.24 ГДР                                                                          | Хорхе Льопарт — 3:51.25 Испания                                                               | Евгений Ивченко — 3:56.32 СССР                                                         |
| Прыжки в высоту                | Герд Вессиг — 2,36 м WR ГДР                                                                           | Яцек Вшола — 2,31 м Польша                                                                    | Йорг Фраймут — 2,31 м ГДР                                                              |
| Прыжки в длину                 | Луц Домбровски — 8,54 м ГДР                                                                           | Франк Пашек — 8,21 м ГДР                                                                      | Валерий Подлужный — 8,18 м СССР                                                        |
| Тройной прыжок                 | Яак Уудмяэ — 17,35 м СССР                                                                             | Виктор Санеев — 17,24 м СССР                                                                  | Жуан Карлуш ди Оливейра — 17,22 м Бразилия                                             |
| Прыжки с шестом                | Владислав Козакевич — 5,78 м WR Польша                                                                | Константин Волков — 5,65 м СССР Тадеуш Слюсарский — 5,65 м Польша                             | не присуждалась                                                                        |
| Толкание ядра                  | Владимир Киселёв — 21,35 м СССР                                                                       | Александр Барышников — 21,08 м СССР                                                           | Удо Байер — 21,06 м ГДР                                                                |
| Метание диска                  | Виктор Ращупкин — 66,64 м СССР                                                                        | Имрих Бугар — 66,38 м Чехословакия                                                            | Луис Делис — 66,32 м Куба                                                              |
| Метание копья                  | Дайнис Кула — 91,20 м СССР                                                                            | Александр Макаров — 89,64 м СССР                                                              | Вольфганг Ханиш — 86,72 м ГДР                                                          |
| Метание молота                 | Юрий Седых — 81,80 м WR СССР                                                                          | Сергей Литвинов — 80,64 м СССР                                                                | Юри Тамм — 78,96 м СССР                                                                |
| Десятиборье                    | Дейли Томпсон — 8495 очков Великобритания                                                             | Юрий Куценко — 8331 очко СССР                                                                 | Сергей Желанов — 8315 очков СССР                                                       |

#### Женщины

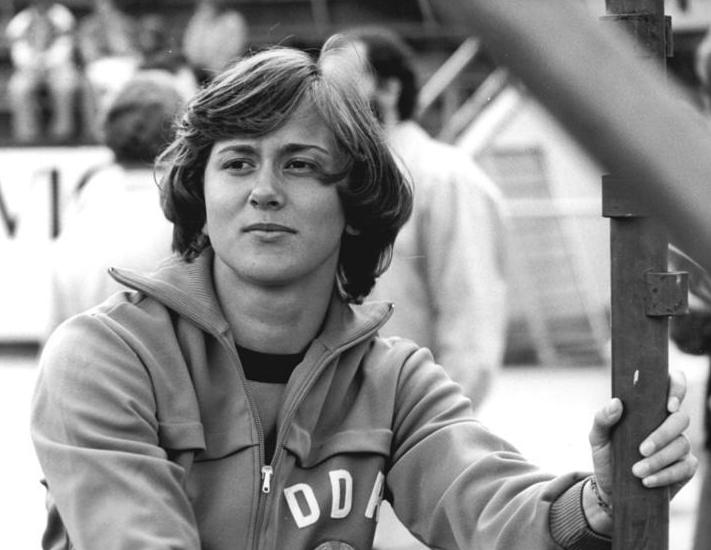
Марлис Гёр — серебро на 100 м и золото в эстафете 4×100 м

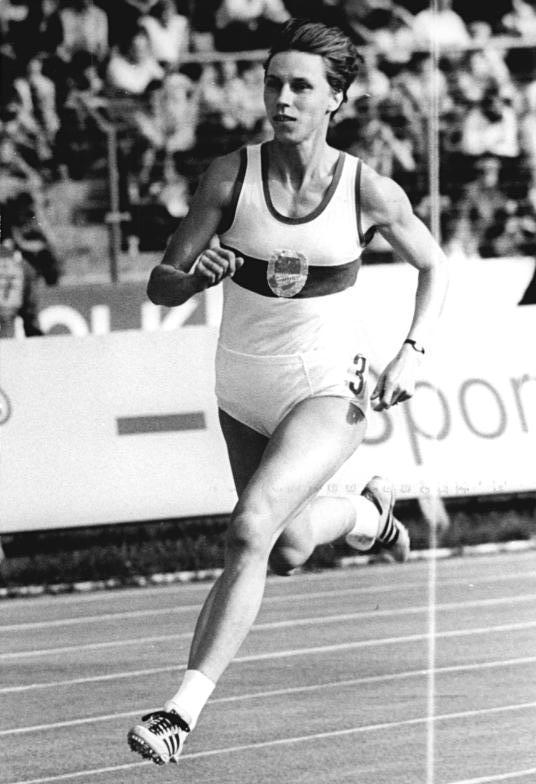
Марита Кох — золото на 400 м и серебро в эстафете 4×400 м

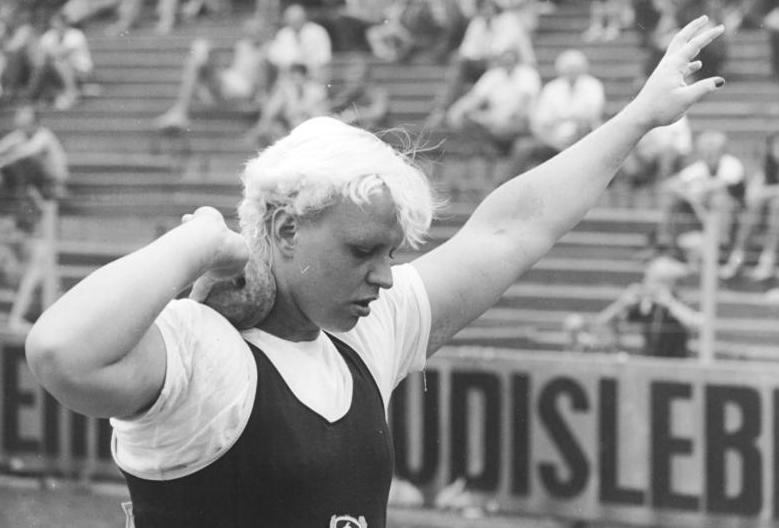
Илона Шокнехт-Слупянек — золото в толкании ядра

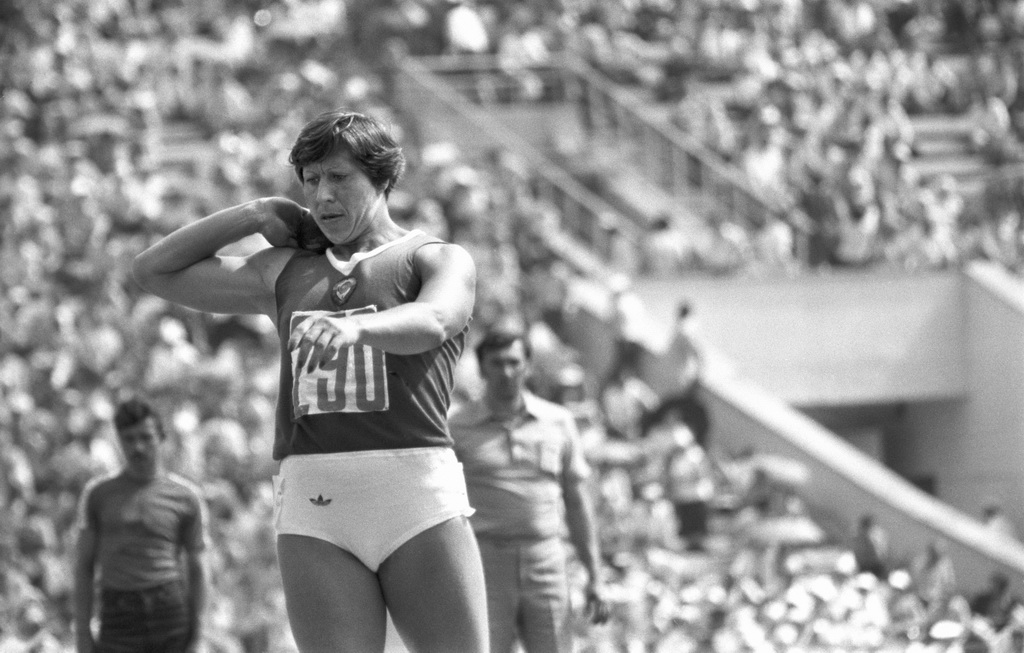
Олимпийская чемпионка в пятиборье Надежда Ткаченко

| Дисциплина       | Золото | Серебро                                                                            | Бронза                                                                                          |
| 100 метров       | Людмила Кондратьева — 11,06 сек СССР                                                                                    | Марлис Гёр — 11,07 сек ГДР                                                         | Ингрид Ауэрсвальд — 11,14 сек ГДР                                                               |
| 200 метров       | Бербель Вёккель — 22,03 сек OR ГДР                                                                                      | Наталья Бочина — 22,19 сек СССР                                                    | Мерлин Отти — 22,20 сек Ямайка                                                                  |
| 400 метров       | Марита Кох — 48,88 сек OR ГДР                                                                                           | Ярмила Кратохвилова — 49,46 сек Чехословакия                                       | Кристина Латан — 49,66 ГДР                                                                      |
| 800 метров       | Надежда Олизаренко — 1.53,43 WR СССР                                                                                    | Ольга Минеева — 1.54,81 СССР                                                       | Татьяна Провидохина — 1.55,46 СССР                                                              |
| 1500 метров      | Татьяна Казанкина — 3.56,56 OR СССР                                                                                     | Кристиане Вартенберг — 3.57,71 ГДР                                                 | Надежда Олизаренко — 3.59,52 СССР                                                               |
| 100 метров с/б   | Вера Комисова — 12,56 сек OR СССР                                                                                       | Йоханна Клир — 12,63 сек ГДР                                                       | Люцина Лангер — 12,65 сек Польша                                                                |
| Эстафета 4×100 м | ГДР — 41,60 WR · Роми Мюллер · Бербель Вёккель · Ингрид Ауэрсвальд · Марлис Гёр                                         | СССР — 42,10 · Вера Комисова · Людмила Маслакова · Вера Анисимова · Наталья Бочина | Великобритания — 42,43 · Хизер Хант · Кэти Смоллвуд-Кук · Беверли Годдард · Соня Ланнамен       |
| Эстафета 4×400 м | СССР — 3.20,12 · Татьяна Пророченко · Татьяна Гойщик · Нина Зюськова · Ирина Назарова · Ольга Минеева · Людмила Чернова | ГДР — 3.20,35 · Барбара Круг · Габриеле Лёве · Кристина Латан · Марита Кох         | Великобритания — 3.27,74 · Линси Макдональд · Мишель Проберт · Джослин Хойт-Смит · Донна Хартли |
| Прыжки в высоту  | Сара Симеони — 1,97 м Италия                                                                                            | Урсула Келян — 1,94 м Польша                                                       | Ютта Кирст — 1,94 м ГДР                                                                         |
| Прыжки в длину   | Татьяна Колпакова — 7,06 м СССР                                                                                         | Бригита Вуяк — 7,04 м ГДР                                                          | Татьяна Скачко — 7,01 м СССР                                                                    |
| Толкание ядра    | Илона Шокнехт-Слупянек — 22,41 м OR ГДР                                                                                 | Светлана Крачевская — 21,42 м СССР                                                 | Маргитта Дрёзе-Пуфе — 21,20 м ГДР                                                               |
| Метание диска    | Эвелин Яль — 69,96 м ГДР                                                                                                | Мария Петкова — 67,90 м Болгария                                                   | Татьяна Лесовая — 67,40 м СССР                                                                  |
| Метание копья    | Мария Колон — 68,40 м Куба                                                                                              | Саида Гунба — 67,86 м СССР                                                         | Уте Хоммола — 66,56 м ГДР                                                                       |
| Пятиборье        | Надежда Ткаченко — 5083 очка WR СССР                                                                                    | Ольга Рукавишникова — 4937 очков СССР                                              | Ольга Курагина — 4875 очков СССР                                                                |

## Факты
- В то время в эстафетах были запрещены замены бегунов после предварительных забегов. Исключение делалось только в случае травмы. Сборная СССР и в мужской, и женской эстафетах 4×400 метров не использовали в предварительных забегах своих сильнейших бегунов, после чего участники предварительных забегов ссылались на травмы, и в финале их меняли сильнейшие. У мужчин предварительный забег прошёл 31 июля, на следующий день после финала дистанции 400 метров, которую выиграл Виктор Маркин. К удивлению, Маркина не оказалось в составе сборной СССР. Советские бегуны уверенно вышли в финал, перед которым Виктор Бураков заявил, что у него травма, и он не может бежать. Вместо него был заявлен Маркин, который в борьбе с Фолькером Беком принёс золото советской команде. В женской эстафете в предварительном забеге 31 июля не участвовали сразу две лучшие бегуньи — Ирина Назарова и Нина Зюськова, которые заняли четвёртое и пятое места в финале 400-метровки 28 июля (в тройке призёров советских бегуний не было). Перед финалом Ольга Минеева и Людмила Чернова также заявили о травмах, и вместо них вышли Назарова и Зюськова. На последнем этапе Назарова не позволила догнать себя рекордсменке мира на 400-метровке Марите Кох и принесла золото сборной СССР. Уже на Играх 1984 года замены после предварительных забегов были разрешены.
- Самый возрастной участник олимпийского легкоатлетического турнира в Москве 42-летний Евгений Ивченко выиграл бронзу в ходьбе на 50 километров, став одним из самых возрастных призёров в лёгкой атлетике в истории Олимпийских игр.
- 20-летняя дебютантка Олимпийских игр Мерлин Отти с Ямайки выиграла бронзу на дистанции 200 метров. Отти примет участие в 6 следующих Олимпиадах (1984—2004) и выиграет на них ещё 8 наград (3 серебряных и 5 бронзовых), но так и не станет олимпийской чемпионкой.
- 34-летний советский прыгун тройным Виктор Санеев выиграл четвёртую подряд олимпийскую награду: после 3 золотых медалей в 1968, 1972 и 1976 годах в Москве он завоевал серебро.
- Мировой рекорд Надежды Олизаренко на дистанции 800 метров (1:53,43) был побит спустя три года Ярмилой Кратохвиловой из Чехословакии (1:53,28), однако с тех ни одна бегунья не смогла пробежать быстрее Олизаренко и Кратохвиловой. Надежда Олизаренко по-прежнему является рекордсменкой Олимпийских игр и России. Результат серебряного призёра Ольги Минеевой (1:54,81) остаётся третьим в истории результатом для европейских бегуний, результат бронзового призёра Татьяны Провидохиной также до сих пор (по состоянию на июль 2022 года) входит в топ-10 для европейских бегуний.
- Результат Илоны Слупянек в толкании ядра (22,41 м) до сих пор является олимпийским рекордом. Дальше Слупянек за всю историю ядро толкала только рекордсменка мира Наталья Лисовская (22,63 м).

## Спортивные объекты
| Лужники                                             | Фрунзенская набережная                                                                                      |
| --------------------------------------------------- | --- |
| БСА «Лужники» во время церемонии открытия Олимпиады | Фрунзенская набережная в 2009 году                                                                          |
| Вместимость: 80 000                                 | Финиш спортивной ходьбы и марафона был в «Лужниках», а сама дистанция проходила в том числе и по набережной |

## Технический комитет и судьи
Президент IAAF —  Адриан Паулен, генеральный секретарь IAAF —  Джон Холт, технические делегаты IAAF —  Фредерик Холдер,  Артур Такач.
Директор соревнований —  Анатолий Ефименко.
Жюри:
- Хассан Агабани
- Георг Викциск
- Педро Гальвес
- Жуан да Коста
- Макс Данц[нем.]
- Пьер Дасрьо
- Лавен Диак
- Оллан Касселл
- Александр Моррисон
- Примо Небиоло
- Амадео Франсис[исп.]
- Леонид Хоменков
- Йожеф Шир[венг.]
- Арне Юнгквист[швед.]

Судьи:
- Абрам Авсищер
- Валентин Агафонов
- Анатолий Ажель
- Алексей Алексеев
- Эдуард Алиханов
- Анатолий Анзаров
- Олег Артемьев
- Гамлет Атабеков
- Владимир Атаманов
- Рудольф Бабич
- Григорий Байков
- Гунар Бахман
- Андрей Бедукадзе
- Александр Белкин
- Яков Бельцер
- Виктор Бережнев
- Михаил Бережной
- Мартин-Юрий Бернсон
- Борис Беспалый
- Александр Билязе
- Кирилл Бондаренко
- Ефим Бородкин
- Дмитрий Брушлинский
- Виктор Бухтеев
- Франтишек Воборжил
- Рубен Габриелян
- Рифкат Газизов
- Виктор Гапеев
- Владимир Гарбер
- Михаил Герценштейн
- Аркадий Гладковицер
- Людмила Голод
- Леонид Городный
- Фёдор Григораш
- Эдуард Григорян
- Людмила Гуревич
- Эдуард Гущин
- Игорь Денисов
- Олег Дмитрусенко
- Павел Долганов
- Раиса Дрозд
- Михаил Дымков
- Акоп Егиазарян
- Регина Егорова
- Юрий Жадан
- Владимир Желуденко
- Франсис Женевен
- Леонид Зайцев
- Игорь Зеленцов
- Вадим Зеленчонок
- Ирина Зехова
- Геннадий Зонов
- Роберт Зотько
- Георгий Иванов
- Данута Ивашаускене
- Елена Иевлева
- Григорий Ильин
- Александр Иссурин
- Игорь Казанцев
- Галина Казанцева
- Альберт Калин
- Николай Калинин
- Вяйнё Кангаспунта
- Александр Капитановский
- Валентин Каплин
- Николай Капустин
- Маргарита Карапетян
- Виктор Каращан
- Альгис Карпавичус
- Юрий Карпюк[укр.]
- Витольд Киркор
- Пётр Клещёв
- Ромуальд Клим
- Альгис Климавичус
- Георгий Климов
- Юрий Ковалёв
- Бронислав Кон
- Владимир Короев
- Раиса Королёва
- Борис Криунов
- Михаил Крылов
- Лев Крым
- Валерий Куваев
- Виль Кузьменко
- Юрий Купалян
- Василий Куприянов
- Владимир Лагошин
- Даниэль-Антуан Ламар
- Палле Лассен
- Владимир Логвинов
- Виктор Лопатинец
- Николай Лукьянов
- Михаил Лямцев
- Юрий Макеев
- Иван Маклаков
- Тамара Маргарян
- Василий Мельников
- Анатолий Мигачёв
- Александр Михович
- Альфонсо-Маркес Мора
- Евгения Морозова
- Михаил Низамутдинов
- Юрий Никулин
- Владимир Объездчиков
- Вартан Овсепян
- Владимир Олейников
- Ирина Ольшевская
- Сергей Орса
- Леонид Осташевский
- Александр Пейсихман
- Герман Перемышлин
- Борис Петренко
- Зоя Петрова
- Наталья Петухова
- Владимир Погребниченко
- Юрий Подлипняк
- Юрий Попов
- Рудольф Прейс
- Владимир Прокопенко
- Тамара Пушкина
- Владимир Радоснов
- Василий Райдугин
- Семён Ржищин
- Камила Розенбергайте
- Леонид Ромм
- Юрий Рыженков
- Людмила Рязанцева
- Геннадий Савельев
- Виктор Савенко
- Борис Самойленко
- Вячеслав Самотесов
- Анатолий Саранин[каз.]
- Владимир Сафронов
- Евгений Сахаров
- Лев Селезнёв
- Юрий Селезнёв
- Аделина Селезнёва
- Миколас Сенкевичус
- Николай Середа
- Леонид Сивцов
- Евгений Синяев
- Виталий Слепченко
- Николай Смага
- Виктор Смирнов
- Раймонд Смит
- Юрий Соболев
- Игорь Соколов
- Прокопий Старостин
- Александр Степанов
- Юрий Стешин
- Евгений Сутормин
- Вячеслав Тарасов
- Александр Титов
- Юрий Титов
- Джулиано Този
- Николай Толстопятов
- Нимруд Томас
- Симон Тороян
- Геннадий Третьяк
- Владимир Трубочкин
- Анатолий Угольников
- Зигфрид Уклюдов
- Владимир Фаворский
- Олег Федорченко
- Георг Фристер
- Анатолий Хабаров
- Юрий Ханафин
- Александр Ходыкин
- Иван Холмецкий
- Геннадий Хомутов
- Юрий Целебрицкий
- Юрий Чернецкий
- Аида Чуйко
- Николай Чуриков
- Кестутис Шапка
- Юрий Шарапов
- Валерий Шеханов
- Михаил Шостак
- Вера Эльянова
- Леонид Эпштейн
- Ян-Руне Юханссон

## В филателии

Почтовые марки
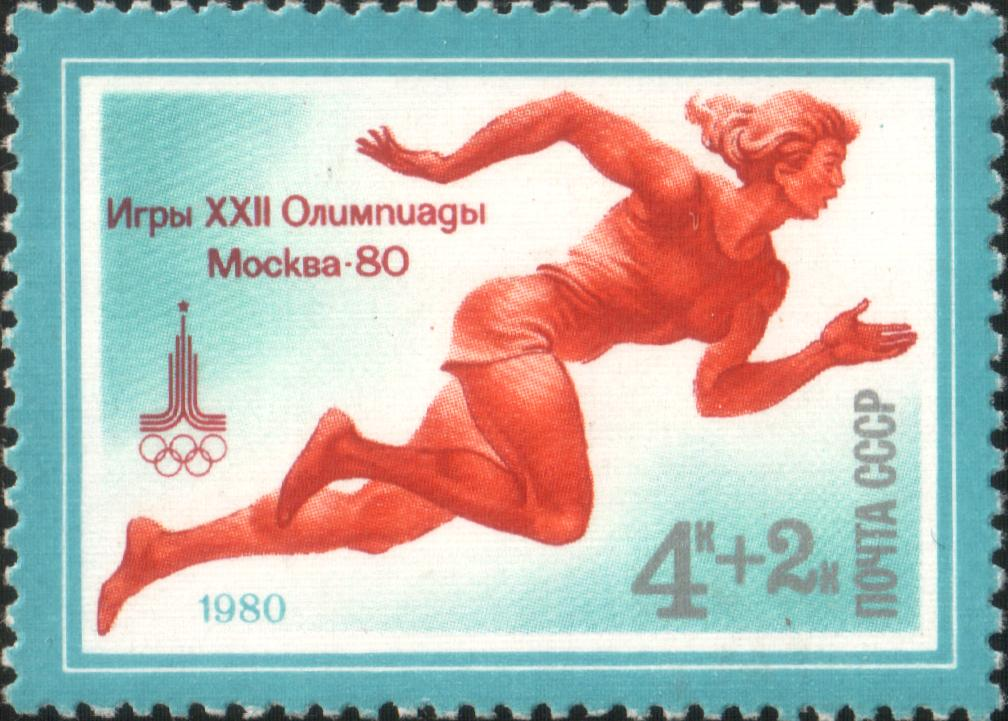
Спринт
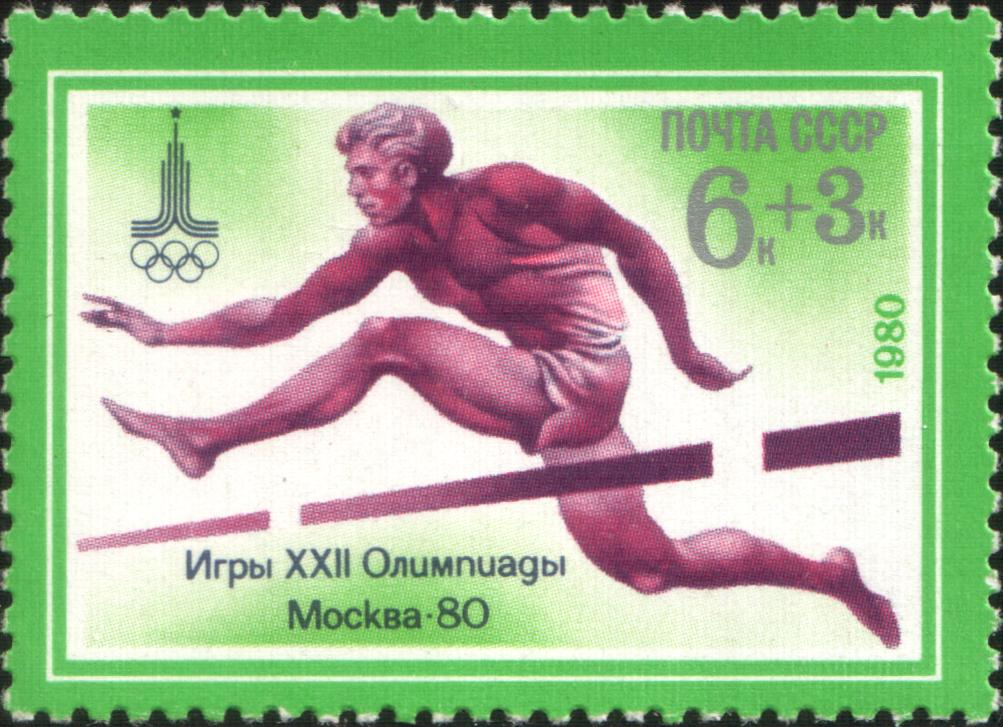
Бег с барьерами
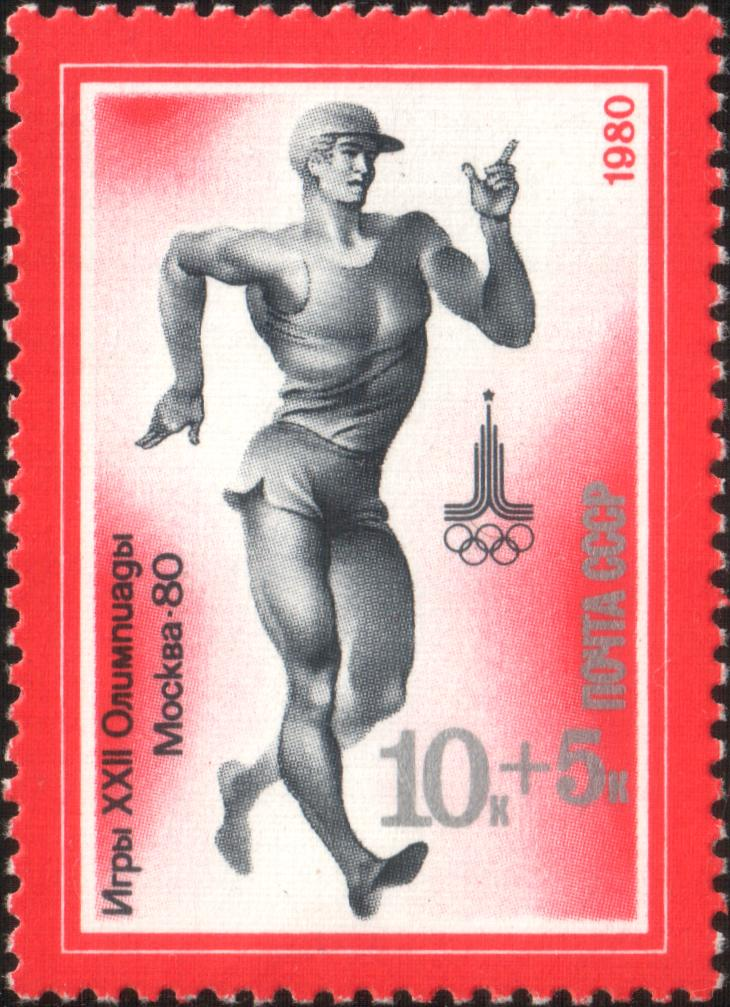
Спортивная ходьба
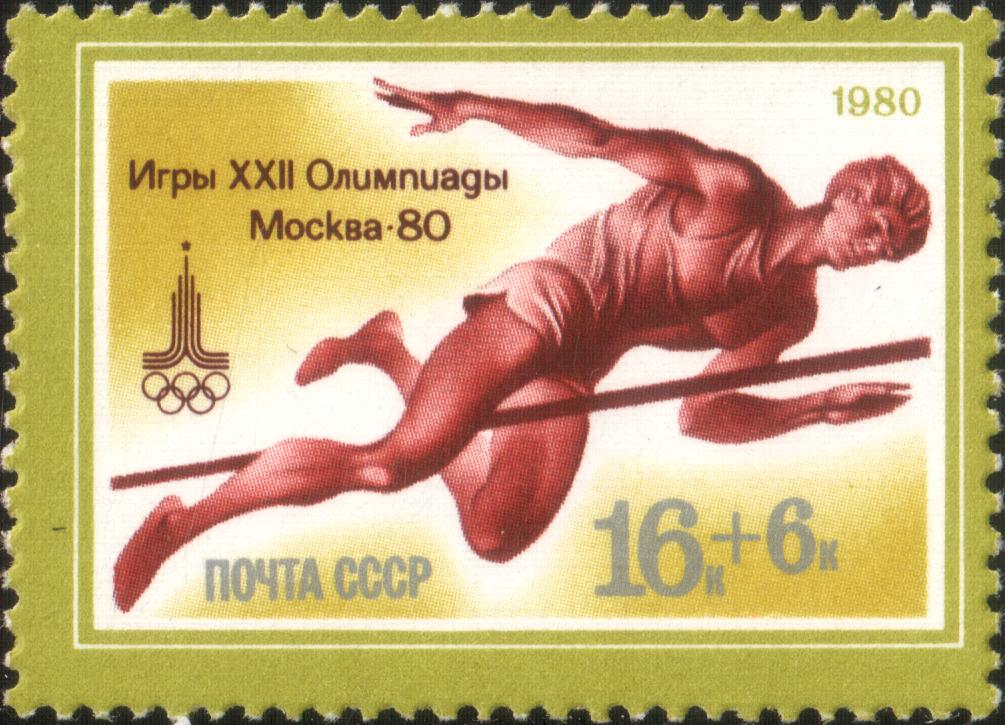
Прыжки в высоту
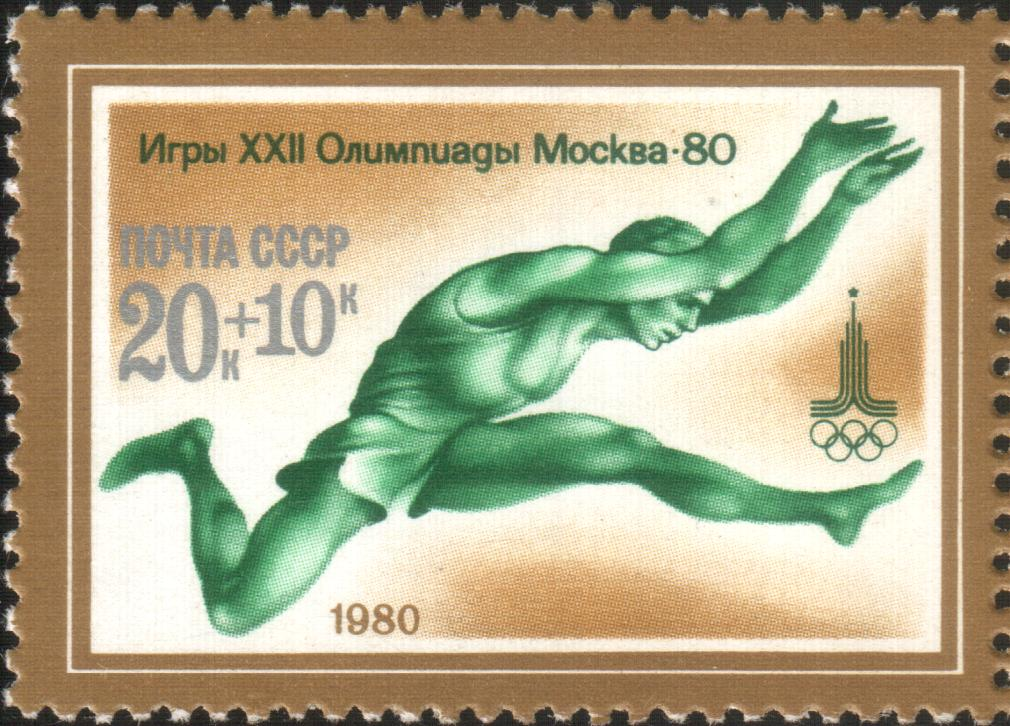
Прыжки в длину
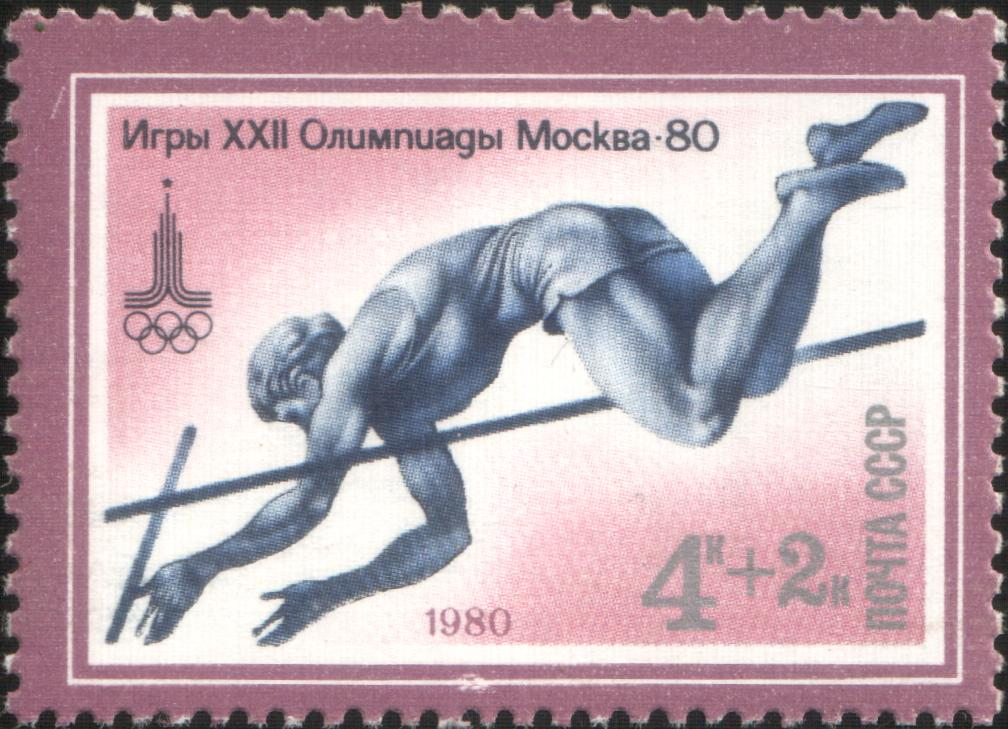
Прыжки с шестом
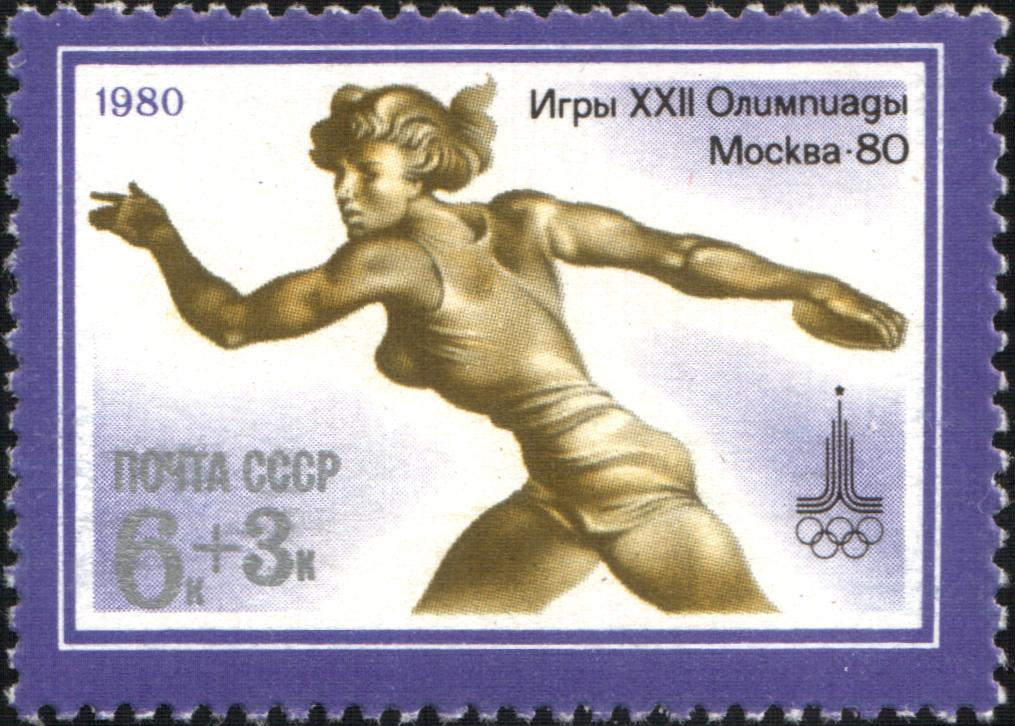
Метание диска
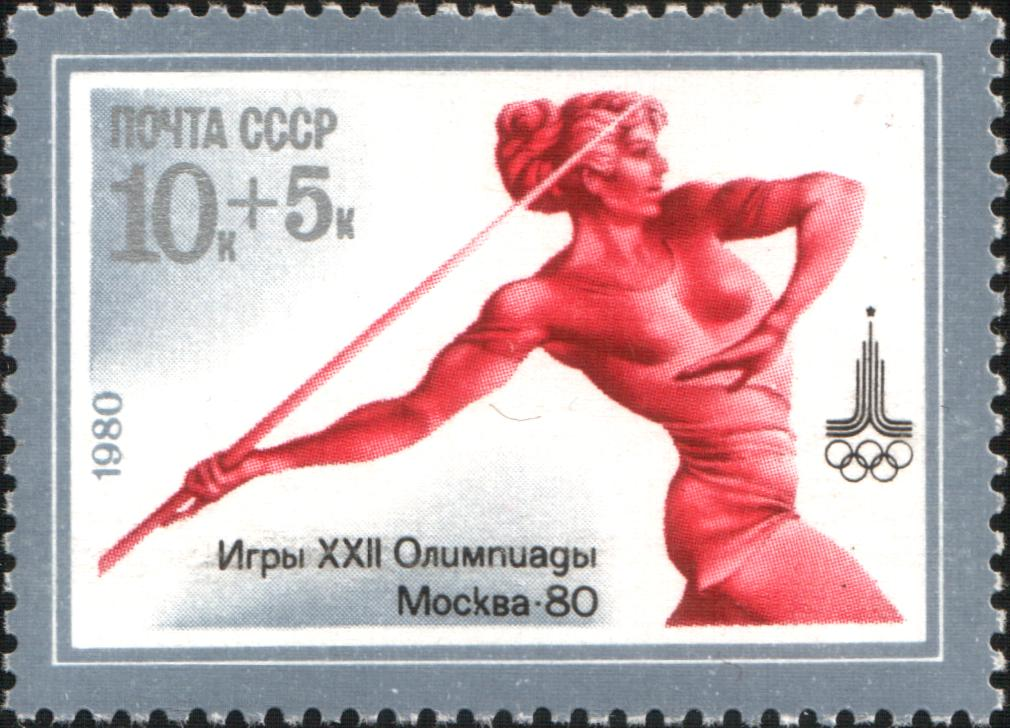
Метание копья
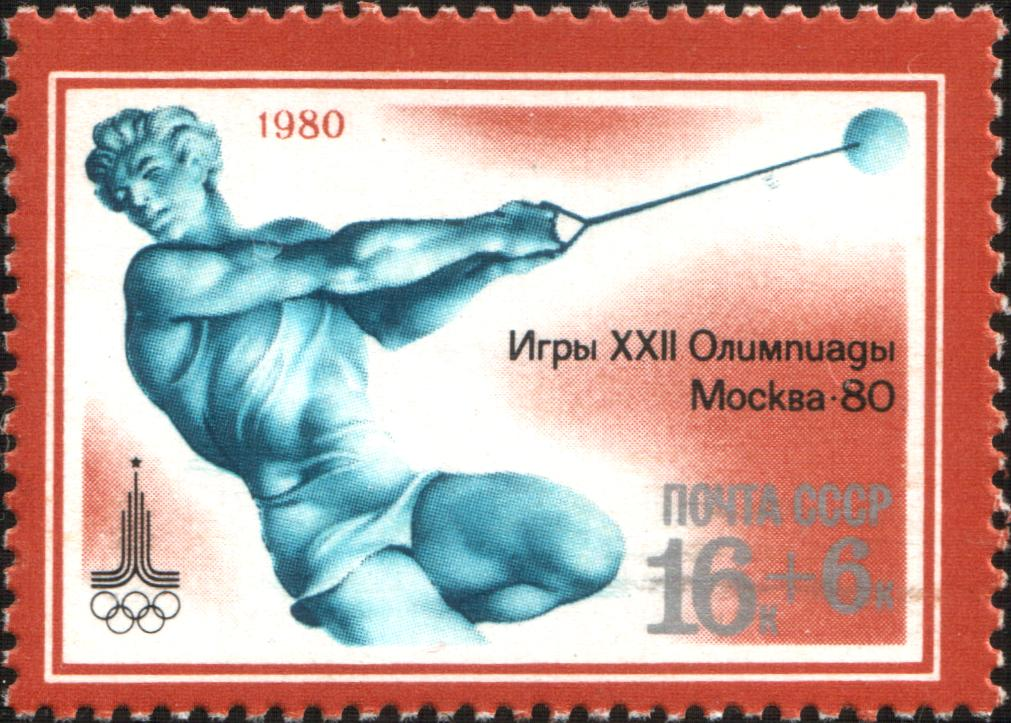
Метание молота
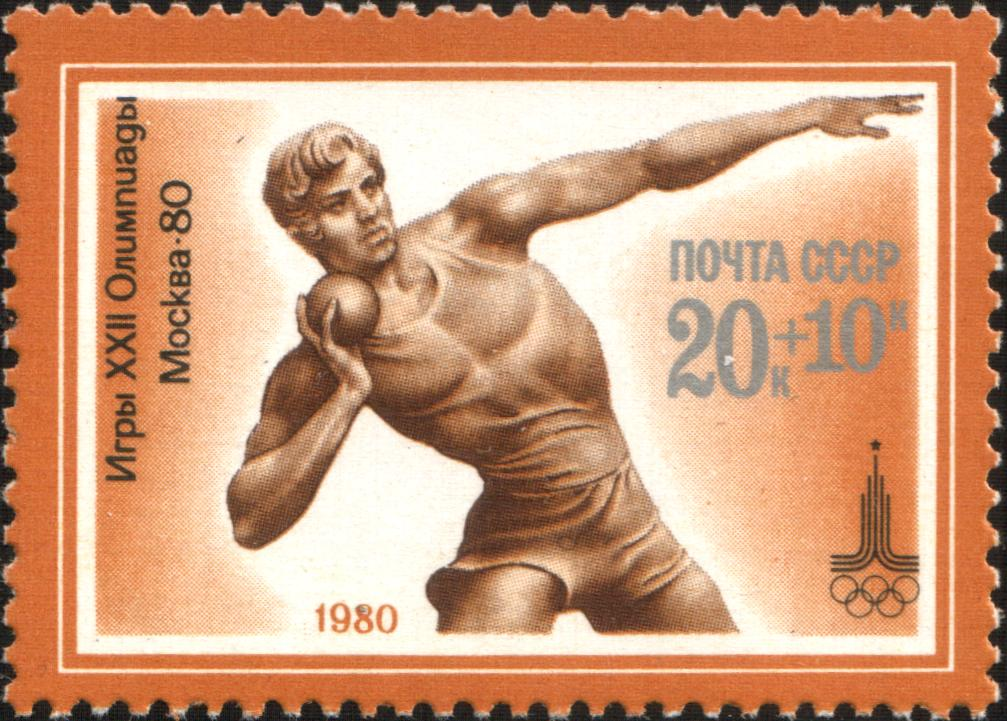
Толкание ядра
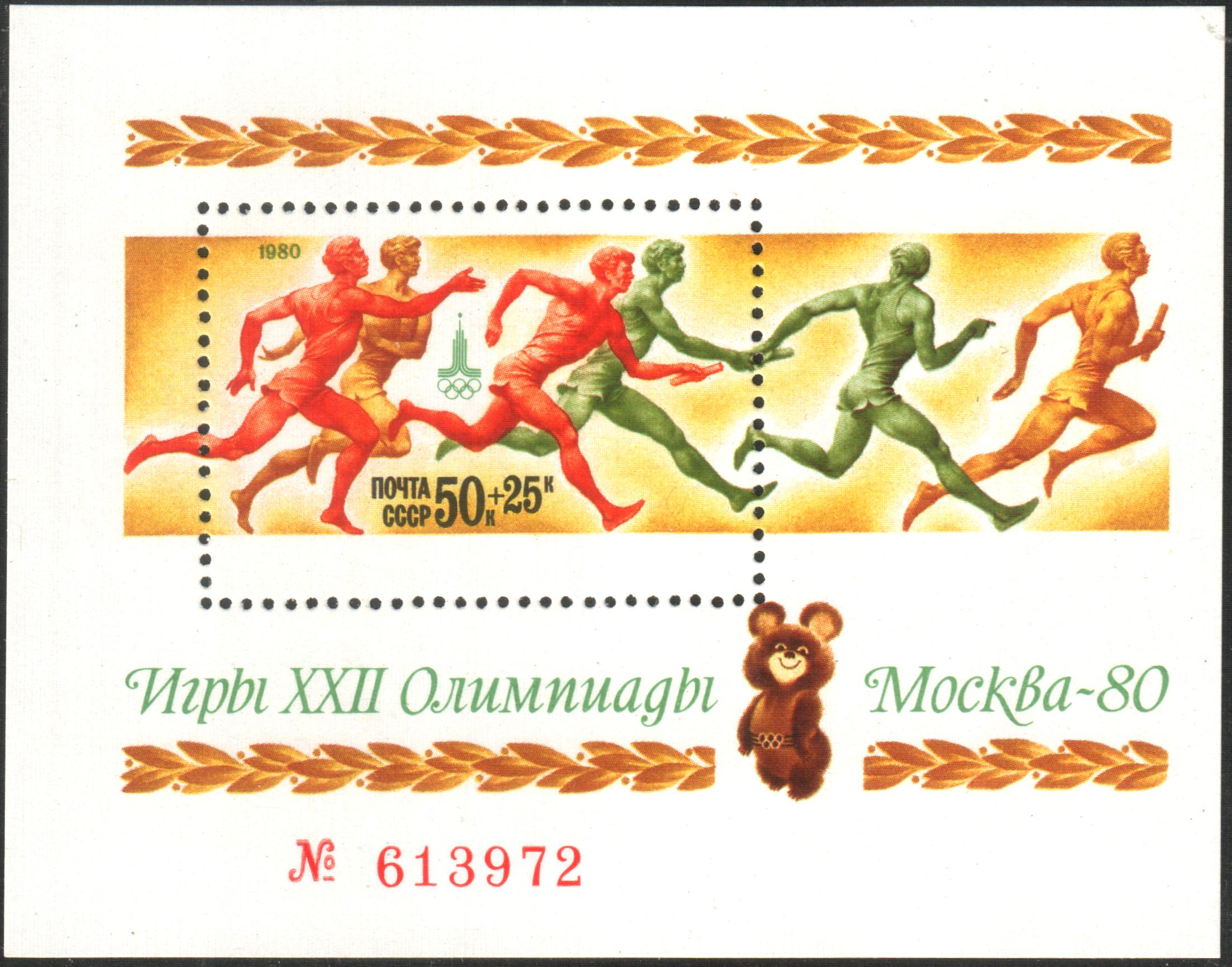
Эстафетный бег